# Тляратинський район
Тляратинський район (при створенні називався Анчухо-Капучинським) - муніципальний район в Дагестані, Росія.
Адміністративний центр - село Тлярата.

## Географія
Район розташований на заході Дагестана і межує: з Бежтинським, Цунтинським, Цумадинським, Шамільським і Чародинським районами республіки. На півдні район межує з Азербайджаном і Грузією. Площа території - 1611,5 км².

## Історія
Утворений в порядку експерименту постановою ЦВК ДАССР від 28.03.1926 р на території Анчухо-Капучинської і Бахнадинської ділянок колишнього Гунібського округу, як Анчухо-Капучинський район. Перейменований постановою ЦВК і РНК ДАССР 10.10.1926 р в Тляратинський.

## Населення
Населення - 22 614 осіб.
Національний склад
У районі в основному проживають аварці.
За даними Всеросійського перепису населення 2010 року :
| Народ  | Чисельність, чол. | Частка від усього населення,% |
| ------ | ----------------- | ----------------------------- |
| Аварці | 21820             | 98,4%                         |
| Інші   | 345               | 1,6%                          |
| Усього | 22165             | 100%                          |

## Економіка
Основна складова економіки району - сільське господарство. Більше 85% його валової продукції складає продукція тваринництва.